# Lysandra cyanogyna
Lysandra cyanogyna är en fjärilsart som beskrevs av Karl Schawerda 1938. Lysandra cyanogyna ingår i släktet Lysandra och familjen juvelvingar. Inga underarter finns listade i Catalogue of Life.